# 呂宋真精器魚
呂宋真精器魚，為輻鰭魚綱銀漢魚目精器魚科的其中一種，分布於亞洲菲律賓Panay半鹹水、海域，為熱帶魚類，體長可達1.9公分，棲息在沿岸表層水域，生活習性不明。

## 擴展閱讀
維基物種上的相關：呂宋真精器魚